# Heteroepedanus
Heteroepedanus is een geslacht van hooiwagens uit de familie Epedanidae.
De wetenschappelijke naam Heteroepedanus is voor het eerst geldig gepubliceerd door Roewer in 1912. 

## Soorten
Heteroepedanus omvat de volgende 2 soorten:
- Heteroepedanus monacantha
- Heteroepedanus tricaantha